# Aleksandr Moiseyev
Aleksandr Ivanovich Moiseyev (Moscovo, 28 de maio de 1927 - 2003) foi um basquetebolista russo que integrou a Seleção Soviética que conquistou a Medalha de Prata nos XV Jogos Olímpicos de Verão em 1952 realizados em Helsínquia. Fez parte também das equipes que disputaram o EuroBasket e conquistou três medalhas de ouro (1947, 1951 e 1953) e uma Medalha de Bronze em 1955.
Foi atleta do CSKA Moscovo.